# Travel Technology Interactive
O grupo Travel Technology Interactive (TTI) é uma empresa multinacional francesa. A empresa é provedora de software e soluções empresariais para a indústria do transporte aéreo, permitindo às companhias aéreas de gerenciar suas atividades. O grupo também fornece uma conexão aos GDS.
A empresa foi fundada em 2001 como uma empresa dedicada à companhia aérea Air Antilles Express. Em 2005 foi assinado uma parceria mundial com Amadeus, permitindo a Travel Technology Interactive aumentar seu numero de clientes e sua reputação. Em agosto de 2006, a empresa torna-se parceira da AITA (IATA em inglês) como Stb Preferred Partner. O ano seguinte, TTI adquire seu principal competidor na América Latina: CIONS Software, uma compania brasileira localizada em Ribeirão Preto que passa a se chamar Travel Technology do Brasil. Esta aquisição permitiu a empresa de obter clientes como Avianca Brasil, Passaredo e Webjet.
Em novembro de 2007, TTI abre sua primeira subsidiária, Travel Technology Interactive Caraïbes em Baie-Mahault, Guadalupe. Em maio de 2008, é assinado um acordo de cooperação com Hahn Air para que este forneça serviços de distribuição BSP complementares aos clientes de TTI. Em 2010, TTI abre uma nova subsidiária em Singapura, Travel Technology Asia, dedicada ao mercado da Ásia-Pacífico. Em 18 de abril 2011, Travel Technology Interactive foi introduzido na bolsa de valores NYSE Alternext em Paris.